# ماثيو شيبرد
ماثيو شيبرد (بالإنجليزية: Matthew Shepard)‏ (1 ديسمبر 1976 - 12 أكتوبر 1998) كان طالب أمريكي في جامعة وايومنغ وقد تعرض للضرب والتعذيب من قبل طالبين في الجامعة نفسها بسبب انهم كانو لديهم مشاعر معادية للمثليين وقد ترك حتى الموت قرب لارامي، وايومنغ في ليلة 6 أكتوبر 1998 وقد توفي بعد ستة أيام في مستشفى بودرا فالي في فورت كولينز، كولورادو، في 12 أكتوبر 1998 بسبب إصابات بالغة في الرأس عن عمر يناهز 21 سنة.

## التفاصيل
ألقي القبض على هارون ماكيني وراسل هندرسون بعد وقت قصير من الهجوم ووجهت إليهم تهمة القتل بعد وفاة شيبرد. حظيت قضية مقتل ماثيو شيبرد بتغطية إعلامية ضخمة لما لعبه دور توجه شيبرد الجنسي في القضية. قال المدعي العام لماكيني ان ماكيني فعل الجريمة مع سبق الإصرار والترصد بالإضافة إلى مشاعره الأنانية ضد ماثيو، في حين قال محامي الدفاع عن ماكيني أن ماكيني كان ينوي فقط سرقة شيبرد، ولكن قتلاه وهما في حالة غضب عندما قام شيبرد بالتقدم الجنسي (التقدم الجنسي هو مصطلح يصف الشخص الذي يمازح شخصا اخر بطريقة جنسية مثل يضع يده على كتف ذلك الشخص أو يعانقه أو يقبلة ...الخ). وقالت صديقة ماكيني للشرطة ان ماكيني قتل ماثيو بدافع المشاعر المعادية للمثليين، ولكن تراجعت بعد ذلك، قائلة انها كذبت ظنا منها أنها بقولها ذلك سوف تساعد ماكيني في قضيته. وأدين كل من ماكيني وهندرسون بالقتل وحكم عليهما بالسجن مدى الحياة.

## روابط خارجية
- مؤسسة ماثيو شيبرد